# Гёрлиц
Гёрлиц, Зхорелц или Згорельц (нем. Görlitzо файле, в.-луж. Zhorjelc, н.-луж. Zgórjelc) — самый восточный город Германии, в земле Саксония.
Восточная часть города после Второй мировой войны была отделена от Гёрлица, находится сейчас в Польше и называется Згожелец. Границу образует река Нейсе. Город во время войны не был разрушен. В городе более 4000 хорошо отреставрированных памятников архитектуры.
Зимой в Гёрлице местное время совпадает с официальным, так как 15-й меридиан, по которому определяется Центрально-европейское время, проходит в черте города.

## История
В археологических раскопках в черте города нашли монеты Римской империи. После того, как германские племена в ходе Великого переселения народов в IV и V веках покинули район восточной Верхней Лужицы, в VII и VIII веках здесь поселились славянские племена. Само слово Goreliz славянское и происходит от глагола гореть.
В конце X века мейсенский маркграф Геро покорил славян Верхней и Нижней Лужицы и включил их территорию в Священную Римскую империю. Тем не менее территория долгое время оставалась очагом конфликта между Богемией, Польшей и Священной Римской империей. Гёрлиц впервые был упомянут в 1071 году в грамоте короля Генриха IV. Несколько позже территория Верхней и Нижней Лужицы в 1075 году как залог и в 1089 году как феод подпала под власть богемских герцогов и королей, владевших городом до 1635 года.

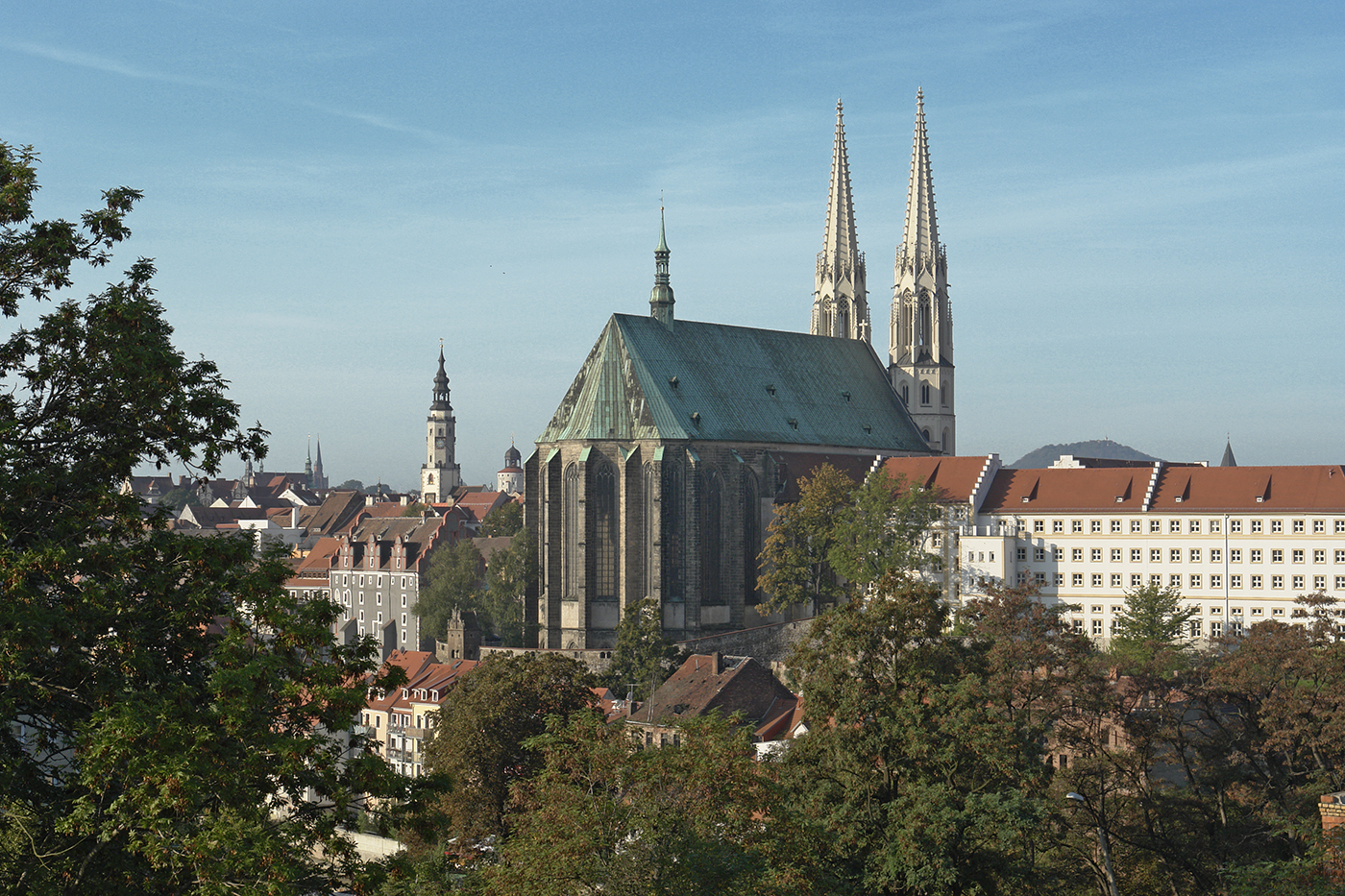
Церковь святых Петра и Павла

Под управлением Асканиев, которые получили восточную часть Верхней Лужицы вместе с городом Гёрлиц в 1253 году в качестве залога от чешского короля, город был укреплён и расширен в западном направлении. В 1303 году Гёрлиц получил городское право. После того, как город был возвращён королю, Иоанн Люксембургский разрешил поселение евреев и дал городу несколько привилегий, в том числе право на чеканку монет. Вскоре город стал одним из важнейших торговых городов между Эрфуртом и Бреслау.
Основываясь на экономической силе и королевской привилегии 21 августа 1346 года, города Баутцен, Гёрлиц, Циттау, Каменц, Лёбау и Лаубан основали Союз шести городов, чтобы по поручению короля богемского и будущего германского императора Карла IV обеспечить земский мир. Юридически Гёрлиц мало отличался от имперских городов.
С 1377 по 1396 год город был столицей герцогства Гёрлиц, которое основал Карл IV для своего семилетнего сына Иоанна фон Гёрлица. После его смерти в 1396 году герцогство было упразднено.

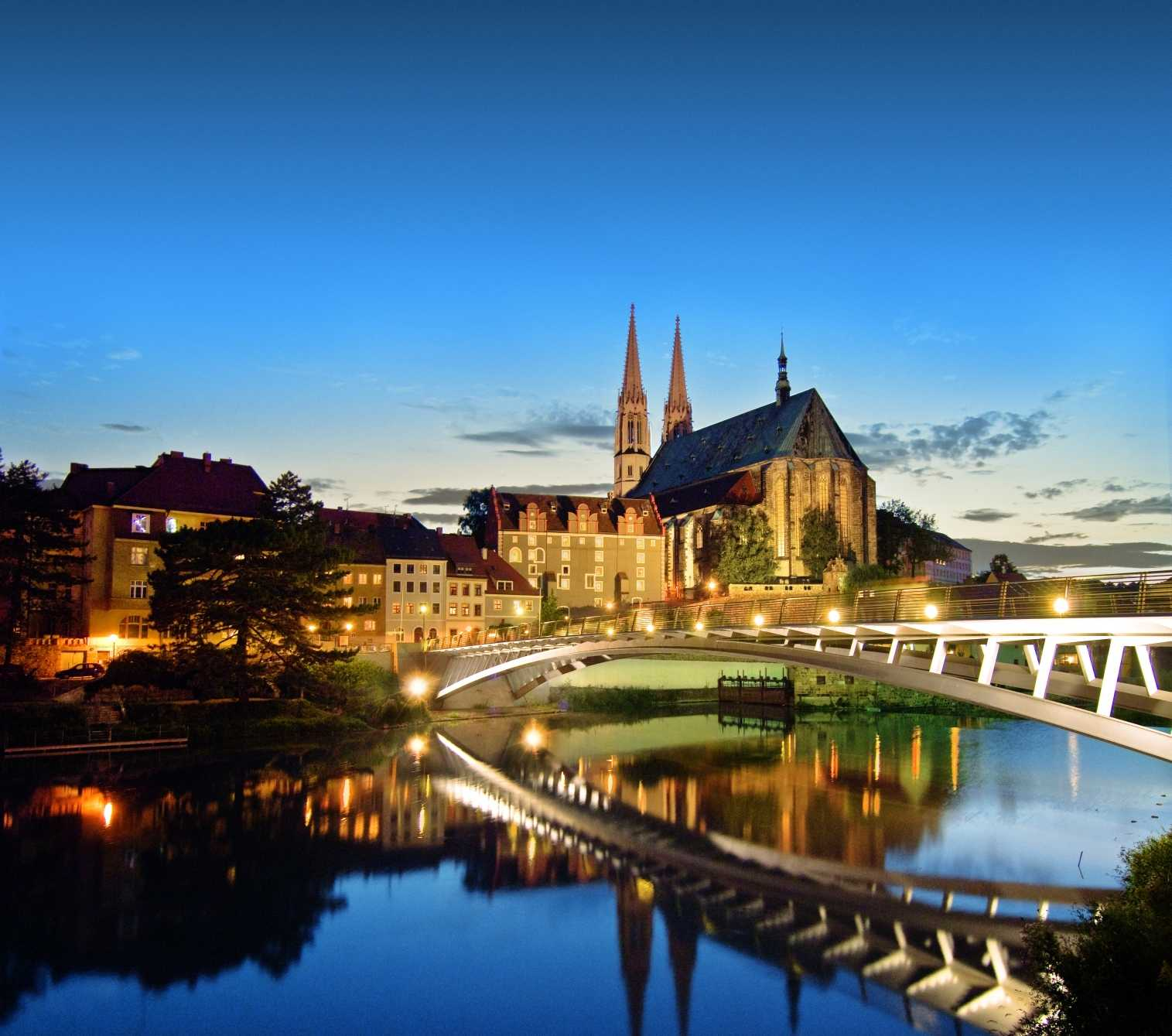
Мост в старой части Гёрлица

Во время Гуситских войн в 1429 были сожжены южные и восточные слободы Гёрлица, но сам город уцелел. В XV веке город был вовлечён в борьбу за чешский престол между Йиржи из Подебрад и Матвеем I Корвином. Впоследствии укрепления города были усовершенствованы. Город расцвёл в конце XV века под властью венгерского короля Матвея I Корвина. Эра расцвета продолжалась и в XVI веке. В это время были построены многие дома и церкви в стиле поздней готики и ренессанса.
В 1635 году Гёрлиц вместе с Верхней Лужицей за долги был отдан императором курфюршеству Саксония. В ходе Тридцатилетней войны город был оккупирован шведами и сильно разрушен.
В 1816 году по решению Венского конгресса город был включён в прусскую провинцию Силезия. Это имело решающее влияние на политическое и общественное развитие города. В 1833 году было введено прусское городское право, и город увидел новый период процветания. В 1848 году город был соединён железной дорогой с Дрезденом, Берлином и Бреслау. Это способствовало быстрой индустриализации. Многочисленные постройки из того периода до сих пор определяют облик города южнее центра.
В 1945 году отступающие немецкие войска взорвали все мосты через Нейсе, но город в основном остался невредим. По Потсдамскому соглашению город был разделён на немецкую и польскую (Згожелец) части.

## Население
Численность населения города составляет примерно 55,5 тысяч человек.

## Промышленность

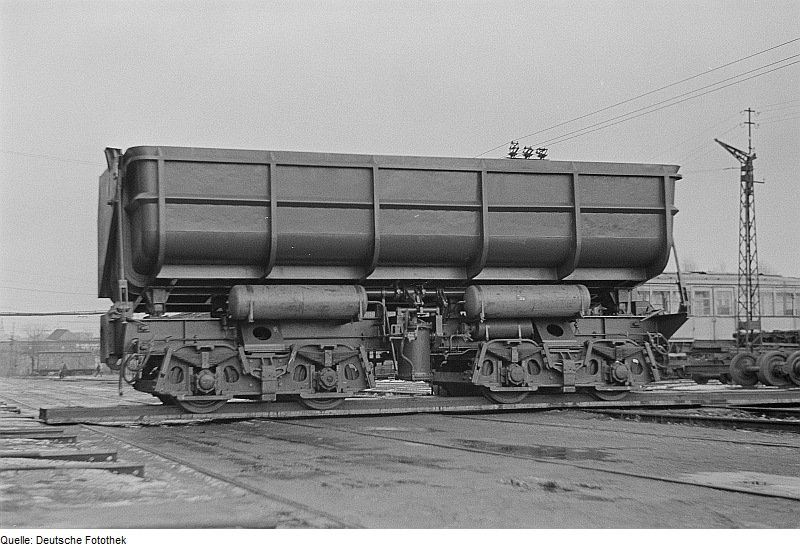
Четырёхосный думпкар (вагон-самосвал) производства VEB Waggonbau Görlitz, 1952 год.

В Гёрлице расположен крупный вагоностроительный завод VEB Waggonbau Görlitz. С 1998 года завод принадлежит Bombardier Transportation.
До 1991 года — оптический завод Meyer-Optik.

## Культура
Благодаря хорошо сохранённому старому городу, Гёрлиц часто становится кулисой для немецких и интернациональных фильмов, чем заслужил прозвище «Гёрливуд». Так, в Гёрлице и окрестностях снимались такие голливудские фильмы как Вокруг света за 80 дней, Бесславные ублюдки, Эрудиция, Отель «Гранд Будапешт».

## Достопримечательности
| Изображение | Название и краткое описание                                                                                                  | Адрес                                              | Создатели                       | Дата сооружения |
| ----------- | --- | -------------------------------------------------- | ------------------------------- | --------------- |
|             | Аптека с астрономическими часами.                                                                                            | Untermarkt 24                                      |                                 | 1550            |
|             | Арка шёпота Готическая арка дома № 22 на площади Унтермаркт передаёт самый тихий шёпот из одного отверстия в другое.         | Унтермаркт                                         |                                 | Около 1500      |
|             | Библейский дом Название связано с рельефами, где изображены библейские сцены.                                                | Neißstraße 29 02826 Görlitz                        | Ханс Хайнце                     | 1570            |
|             | Вайдхаус Самое старое сохранившееся частное здание города.                                                                   | Рядом с Петерскирхе                                |                                 | XII в.          |
|             | Верхнелужицкая научная библиотека В библиотеке хранятся пражские издания Франциска Скорины (11 книг).                        |                                                    |                                 | XVIII в.        |
|             | Герб Корвина Герб Матиаса Корвина.                                                                                           | Старая ратуша над лестницей                        |                                 | 1488            |
|             | Гимназия Августум | Площадь Klosterplatz                               |                                 |                 |
|             | Еврейская баня Сохранилась ванна величиною 2 м². Находится на глубине 5 м под Николайкирхе.                                  | Улица Nikolaistraße 5                              |                                 | 1348            |
|             | Егерские казармы Бывшие казармы на юге Николаевского пригорода Гёрлица.                                                      | Улица Hugo-Keller-Straße 14                        |                                 | 1854—1858       |
|             | Золотой якорь Ренессансный дом.                                                                                              | улица Kränzelstraße 27                             |                                 | 1545            |
|             | Золотое дерево Одно из самых интересных зданий на площади Унтермаркт.                                                        | Унтермаркт 4                                       | Вендель Роскопф                 | 1538            |
|             | Капелла Анны | Annengasse / Steinstraße                           | Ганс Френцель                   | 1512            |
|             | Кладбище Николайфридгоф Впервые упоминается в документах XII века.                                                           | Bogstraße                                          |                                 |                 |
|             | Коричневый олень Упоминается в 1403 году под названием «Красный олень».                                                      | Площадь Untermarkt                                 |                                 | 1722            |
|             | Мост из старого города | На берегу Нейсе вблизи от мельницы Vierradenmühle. | Фирма Schultz-Brauns & Reinhart | 20 октября 2004 |
|             | Новая ратуша Построена в стиле Неоренессанса в 1903 году.                                                                    | Унтермаркт                                         | Юрген Крёгер                    | 1903            |
|             | Николайкирхе | Улица Bogstraße                                    | Вендель Роскопф                 | 1452            |
|             | Николайтурм Башня Николайтурм — часть старинных фортификационных сооружений города                                           | улица Nikolaistraße                                |                                 | 1250            |
|             | Ратушная башня В 1511—1516 гг. высоту башни увеличили до 60 м. В 1742 г. её разрушила молния. Отстроил башню Самуэль Зукерт. | Унтермаркт 6                                       |                                 | 1378            |
|             | Рейхенбахская башня Самая высокая из 3-х уцелевших сторожевых башен города.                                                  | Обермаркт                                          | неизвестно                      | XIII век        |
|             | Синагога Единственная в Саксонии синагога, которая не пострадала во время Хрустальной ночи в ноябре 1938 года.               | Struvestraße 02826 Görlitz                         | Вильям Лоссов, Йозеф Голлер     | 1911            |
|             | Старая ратуша | Унтермаркт 6                                       |                                 | 1369            |
|             | Старая синагога. | Langenstraße                                       |                                 | 1853            |
|             | Театр | Площадь Demianiplatz                               |                                 | 1851            |
|             | Толстая башня Толстая башня (или Женская башня) — часть старинных фортификационных сооружений города.                        | Мариенплац                                         |                                 | 1250            |
|             | Торговый центр | Улица An der Frauenkirche 5-7                      | Карл Шманнс                     | 1912-1913       |
|             | Фрауэнкирхе | Улица An der Frauenkirche 4                        |                                 | 1473            |
|             | Френцельгоф В доме соединяются стили Ренессанса, готики и барокко.                                                           | Унтермаркт 5                                       | Ганс Френцель                   | 1515            |
|             | Церковь Троицы Сооружена изначально как монастырская церковь францисканцев на площади Обермаркт.                             | Обермаркт                                          | францисканцы                    | 1234—1245       |
|             | Церковь св. Петра и Павла Часто считается символом города.                                                                   | Улица Bei der Peterskirche 02826 Görlitz           |                                 | 1497            |
|             | Шёнхоф Самый старый светский ренессансный дом к северу от Альп. Внутри расположен исторический музей.                        | Улица Brüderstraße 8                               | Вендель Роскопф                 | 1526            |

Другие достопримечательности:
- Бычий бастион, Ochsenbastei — сохранившаяся часть городского укрепления
- Верхний рынок, Obermarkt
- Виадук, Viadukt
- Дом войта (городского магистрата), Vogtshof
- Дома с пассажами, Hallenhäuser
- Егерские казармы, Jägerkasernen
- «Императорская твердыня» (башня), Kaisertrutz
- «Минна с раковиной» (статуя), Muschelminna
- Музей природы Зенкенберга
- Нижний рынок, Untermarkt
- Священная гробница, Heiliges Grab — чрезвычайно популярное с 15 века и до 1930-х гг. место паломничества христиан, воспроизводившее святыни Иерусалима; потеряло значение в связи с нацистской политикой антисемитизма и не смогло вернуть популярность после войны в связи с прекращением паломничества (Гёрлиц находился в советской зоне и к тому же на границе с Польшей)
- Сословный дом, Ständehaus Görlitz
- Торговый дом (Kaufhaus) 1913 года
- Цвингер, Zwinger — средневековая городская стена

## Известные жители
- Давид, Курт (1924—1994) — немецкий писатель
- Якоб Бёме — немецкий христианский мистик
- Иоганн Кристоф Бротце — лифляндский педагог, историк и этнограф
- Райнхарт Козеллек — немецкий историк и теоретик исторической науки
- Павле Юришич-Штурм — сербский военный деятель
- Йенс Йеремис — немецкий футболист
- Кальбаум, Карл Людвиг — психиатр
- Герцлиб, Вильгельмина — издательница, подруга Гёте
- Лобе, Мира — австрийская детская писательницв
- Михаэль Баллак — футболист
- Родоканакис, Павлос — греческий художник
- Павел Ильич Нестеров — комендант в 1945 г.
- Хенкес, Клаус — немецкий военный и государственный деятель, генерал-лейтенант ГДР, заместитель министра транспорта ГДР, генеральный директор авиакомпании Interflug, доктор военных наук. Лауреат Национальной премии ГДР.
- Юхтриц, Фридрих фон — немецкий писатель, поэт, драматург.

## Города-побратимы
- Амьен
- Висбаден
- Нови-Йичин
- Мольфетта
- Згожелец